# Храмы Мичуринска
В историческом прошлом Мичуринск (до 1932 года — Козлов) украшали шестнадцать храмов, рассчитанных на одновременное присутствие на праздничных богослужениях всех жителей. Однако большая часть исторических памятников духовной культуры была разрушена в советский период. Сохранившиеся храмы долгое время использовались под склады и музеи. В конце XX века они были возвращены Русской Православной Церкви и сегодня являются украшением города.

## Сохранившиеся храмы

### Боголюбский кафедральный собор
Боголюбский кафедральный собор — православный храм в городе Мичуринск, памятник архитектуры федерального значения, храмовое сооружение второй половины XIX века. Является вторым кафедральным собором Тамбовской епархии (после Спасо-Преображенского кафедрального собора Тамбова.
середине XIX века в городе возникла эпидемия холеры. Борясь с эпидемией, жители устроили крестный ход с Боголюбской иконой Божией Матери и когда эпидемия прекратилась, это было расценено как чудесная помощь и в память об этом был начат сбор средств на постройку Боголюбского собора. Его ввели в 1848-1873 годы по проекту архитектора Константина Тона
- Боголюбский кафедральный собор
- Фрагмент наружной росписи собора

### Церковь Илии-пророка
Ильинская церковь — православная церковь в городе Мичуринск. Расположена на самом высоком месте города (площадь им. Мичурина) и видна практически отовсюду. Построена к 1781 году на средства купца Ивана Воронова. Проект церкви был заказан в Санкт-Петербурге и здание напоминает Петропавловский собор Санкт-Петербурга. Высота храма — 67,5 метра (вместе с надкупольным крестом — 71 м).
В 1865 году пострадала от пожара, была вновь построена и освящена в 1875 году. В 1930-е, как и другие храмы Тамбовской епархии, Ильинская церковь была закрыта. В ней разместили ремонтные мастерские, а в 1964 году передали краеведческому музею. В 1992 году Ильинская церковь была возвращена верующим.

### Церковь во имя иконы Божией Матери «Всех Скорбящих Радость»
Церковь во имя иконы Божией Матери «Всех Скорбящих Радость» — православная церковь в городе Мичуринск, расположена на Новом кладбище города. Находится в юрисдикции Тамбовской епархии Русской православной церкви.
Построена в 1803 году. В 1930-е годы была закрыта. В 1943 году здание церкви было возвращено общине верующих, и с этого времени храм больше не закрывался.

## Утраченные храмы
Всего их было 17: два монастыря и 15 церквей.
Кафедральный (Покровский) собор
Располагался перед центральным городским парком на Соборной площади (площадь Мичурина) и замыкал бывшую улицу Московская (ныне Советская). Его предшественницей была одноимённая деревянная соборная церковь, построенная в Козловском кремле сразу после основания города в 1635 году. В 1771 году он был перестроен в камне и подвергся перестройке в 1837 г. Каменное храмовое здание было в стиле новой архитектуры с одним центральным куполом и пятью главами. Отличался богатым внутренним убранством, ценной утварью и иконами в серебряных окладах. Снесён в 1936 году.
Никитская (Вознесенская) церковь
Располагалась у Базарной площади на улице Вознесенская (ныне Революционная). Церковь была заложена в 1772 году на добровольные пожертвования граждан и расписана в 1825 году мастером изобразительного искусства и иконописцем Афанасием Дмитриевичем Надеждиным. Взорвана в 1930 году.
Архангельская церковь
Построена козловскими благотворителями в 1765 году. Стояла на пересечении улиц Шацкой и Архангельской (ныне улицы Марата и Украинской). Легкое воздушное здание напоминало архитектурный стиль сооружений Петербурга. Великолепная живопись, многоярусные иконостасы, украшенные золотом дополняли архитектурные изыски. Здание на протяжении 100 лет меняло свой облик из-за пристройки к ней ещё 2 пределов. Разобрана в 1949 году. Сегодня здесь находится парк с поклонным крестом, установленным на месте её разрушения.
Тюремная церковь
Бесприходная. Первоначально была построена внутри городского тюремного замка в 1858 году. С 1878 года вынесена во второй этаж особого каменного флигеля на средства купца Н. Попова. Престол посвящался иконе Божией Матери «Взыскание погибших».
Никольская (Пушкарская) церковь
Построена в 1781 году прихожанами. Главным образом посвящена св. Николаю Чудотворцу. Ныне перестроенное храмовое здание входит в комплекс учебных корпусов Мичуринского государственного аграрного университета.
часовня на Московской улице
Располагалась на улице Филипова напротив здания современного медицинского училища. Построена в честь чудесного избавления императора Александра III и его семьи в железнодорожной катастрофе 17 октября 1888 года. Год постройки предположительно 1891. Разобрана в 1928 г.
Пятницкая (Троицкая) церковь
Располагалась на улице Троицкой (Коммунистическая). Построена в 1773 году козловским купцом И. Т. Силантьевым. Имела керамический иконостас, дорогую утварь, несколько древних икон, книг и евангелий первой половины и конца XVIII столетия. Взорвана в конце 20-х годов XX века.
Николаевская богаделенская церковь
Построена в 1887 году на средства прихожан-железнодорожных служащих. При храме имелась мужская двухклассная и женская одноклассная школы. Известна многим поколениям Мичуринцев как клуб им. Ленина на улице Красная. Ныне в помещениях храма и богадельни расположен приход храма святого Николая.
Сторожевская церковь
Заложена в 1772 году, достроена в 1849 г. на местные средства. Имелись местночтимая икона Божией Матери «Тихвинская», а также древние святыни-евангелие времен царя Алексея Михайловича, напечатанное в Москве в 1663 г. и крест с гравюрою 1762 г. При церкви существовали мужская и женская школы, а также церковно-приходское попечительство. Разрушена в 1941 г.
Женский Боголюбский монастырь
Расположен рядом с Боголюбским кафедральным собором. Построен в 1869 году на средства купца Федора Герасимовича Воронова. На сегодняшний день в кельях и помещениях монастыря размещены коммунальные квартиры горожан.
Троицкий мужской монастырь
Год основания 1627. Ныне переживает второе рождение.
Георгиевская церковь
Церковь в Кочетовской слободе, ныне микрорайон Мичуринска. Деревянная, 1858 года постройки тщанием прихожан.
Громушенская церковь
Церковь в селе Громушка (ныне микрорайон Мичуринска) Деревянная, 1802 г. постройки тщанием козловского купца Силантьева при Стаевской казанской церкви.
Преображенская церковь
Церковь в Донской слободе (ныне микрорайон Мичуринска. Каменная, 1809 года постройки тщанием прихожан при Казанской церкви в Панской слободе.